# Olympische Sommerspiele 2024/Teilnehmer (Venezuela)
| Gelbes Symbol für Goldmedaillen mit stilisierten Olympischen Ringen | Graues Symbol für Silbermedaillen mit stilisierten Olympischen Ringen | Braundes Symbol für Bronzemedaillen mit stilisierten Olympischen Ringen |
| ------------------------------------------------------------------- | --------------------------------------------------------------------- | ----------------------------------------------------------------------- |
| —                                                                   | —                                                                     | —                                                                       |

Venezuela nahm an den Olympischen Spielen 2024 vom 26. Juli bis zum 11. August 2024 in Paris teil. Es war die insgesamt 20. Teilnahme an Olympischen Sommerspielen.
Die Leichtathletin Yulimar Rojas und der Gewichtheber Julio Mayora waren die Fahnenträger bei der Eröffnungsfeier. Rojas nahm jedoch nicht an den Wettkämpfen teil. Die Gewichtheberin Anyelin Venegas und Mayora waren Fahnenträger bei der Schlussfeier.

## Teilnehmer nach Sportarten

### Boxen
Omailyn Alcalá sicherte sich ihren Startplatz für die Olympischen Spiele durch den Gewinn der Bronzemedaille bei den Panamerikanischen Spielen 2023. Durch sein Abschneiden beim ersten internationalen Qualifikationsturnier war auch Jesús Cova in Paris dabei.
| Athleten       | Wettbewerb         | 1. Runde   | 1. Runde | Achtelfinale  | Achtelfinale  | Viertelfinale | Viertelfinale | Halbfinale    | Halbfinale    | Finale        | Finale        | Rang |
| Athleten       | Wettbewerb         | Gegner     | Ergebnis | Gegner        | Ergebnis      | Gegner        | Ergebnis      | Gegner        | Ergebnis      | Gegner        | Ergebnis      | Rang |
| -------------- | ------------------ | ---------- | -------- | ------------- | ------------- | ------------- | ------------- | ------------- | ------------- | ------------- | ------------- | ---- |
| Frauen         |                    |            |          |               |               |               |               |               |               |               |               |      |
| Omailyn Alcalá | Klasse bis 57 kg   | Xu Z.      | 2:3      | ausgeschieden | ausgeschieden | ausgeschieden | ausgeschieden | ausgeschieden | ausgeschieden | ausgeschieden | ausgeschieden | 9    |
| Männer         |                    |            |          |               |               |               |               |               |               |               |               |      |
| Jesús Cova     | Klasse bis 63,5 kg | B. Sinsiri | 0:5      | ausgeschieden | ausgeschieden | ausgeschieden | ausgeschieden | ausgeschieden | ausgeschieden | ausgeschieden | ausgeschieden | 9    |

### Fechten
Die Degen-Mannschaft der Männer qualifizierte sich als bestes Team aus Amerika für die Olympischen Spiele. Alle drei Athleten waren auch im Einzel startberechtigt. Katherine Paredes gewann zudem das kontinentale Qualifikationsturnier und ging somit im Säbel Einzel an den Start.
| Athleten                                                   | Wettbewerb       | 1. Runde  | 1. Runde | 2. Runde      | 2. Runde      | Achtelfinale  | Achtelfinale  | Viertelfinale | Viertelfinale | Halbfinale / Klassifikation | Halbfinale / Klassifikation | Finale / Platzierung | Finale / Platzierung | Rang |
| Athleten                                                   | Wettbewerb       | Gegner    | Ergebnis | Gegner        | Ergebnis      | Gegner        | Ergebnis      | Gegner        | Ergebnis      | Gegner                      | Ergebnis                    | Gegner               | Ergebnis             | Rang |
| ---------------------------------------------------------- | ---------------- | --------- | -------- | ------------- | ------------- | ------------- | ------------- | ------------- | ------------- | --------------------------- | --------------------------- | -------------------- | -------------------- | ---- |
| Frauen                                                     |                  |           |          |               |               |               |               |               |               |                             |                             |                      |                      |      |
| Katherine Paredes                                          | Säbel Einzel     | A. Márton | 10:15    | ausgeschieden | ausgeschieden | ausgeschieden | ausgeschieden | ausgeschieden | ausgeschieden | ausgeschieden               | ausgeschieden               | ausgeschieden        | ausgeschieden        | 35   |
| Männer                                                     |                  |           |          |               |               |               |               |               |               |                             |                             |                      |                      |      |
| Francisco Limardo                                          | Degen Einzel     | Freilos   | Freilos  | Wang Z.       | 12:15         | ausgeschieden | ausgeschieden | ausgeschieden | ausgeschieden | ausgeschieden               | ausgeschieden               | ausgeschieden        | ausgeschieden        | 23   |
| Rubén Limardo                                              | Degen Einzel     | Freilos   | Freilos  | T. Andrásfi   | 10:15         | ausgeschieden | ausgeschieden | ausgeschieden | ausgeschieden | ausgeschieden               | ausgeschieden               | ausgeschieden        | ausgeschieden        | 21   |
| Grabiel Lugo                                               | Degen Einzel     | N. Zhang  | 15:11    | M. T. Koch    | 15:10         | T. Andrásfi   | 12:13         | ausgeschieden | ausgeschieden | ausgeschieden               | ausgeschieden               | ausgeschieden        | ausgeschieden        | 16   |
| Francisco Limardo Rubén Limardo Grabiel Lugo Jesús Limardo | Degen Mannschaft | —         | —        | —             | —             | —             | —             | Japan         | 33:39         | Italien                     | 34:45                       | Ägypten              | 41:35                | 7    |

### Gewichtheben
Über die olympische Rangliste qualifizierten sich drei Frauen und zwei Männer für die olympischen Wettkämpfe.
| Athleten            | Wettbewerb        | Reißen  | Reißen | Stoßen  | Stoßen | Zweikampf     | Zweikampf     | Rang |
| Athleten            | Wettbewerb        | Gewicht | Rang   | Gewicht | Rang   | Gewicht       | Rang          | Rang |
| ------------------- | ----------------- | ------- | ------ | ------- | ------ | ------------- | ------------- | ---- |
| Frauen              |                   |         |        |         |        |               |               |      |
| Katherin Echandia   | Klasse bis 49 kg  | 83 kg   | 9      | 105 kg  | 9      | 188 kg        | 9             | 9    |
| Anyelin Venegas     | Klasse bis 59 kg  | 102 kg  | 6      | 128 kg  | 6      | 230 kg        | 4             | 4    |
| Naryury Pérez       | Klasse über 81 kg | 114 kg  | 10     | 145 kg  | 7      | 259 kg        | 8             | 8    |
| Männer              |                   |         |        |         |        |               |               |      |
| Julio Mayora        | Klasse bis 73 kg  | 152 kg  | 5      | ogV     | ogV    | ausgeschieden | ausgeschieden | DNF  |
| Keydomar Vallenilla | Klasse bis 89 kg  | 162 kg  | 10     | 196 kg  | 8      | 358 kg        | 8             | 8    |

### Judo
Über die IJF-Weltrangliste konnte sich eine venezolanische Judoka im Halbmittelgewicht der Frauen qualifizieren.
| Athleten           | Wettbewerb       | 1. Runde   | 1. Runde | 2. Runde | 2. Runde | Achtelfinale  | Achtelfinale  | Viertelfinale | Viertelfinale | Halbfinale / Trostrunde | Halbfinale / Trostrunde | Finale / Platz 3 | Finale / Platz 3 | Rang |
| Athleten           | Wettbewerb       | Gegner     | Ergebnis | Gegner   | Ergebnis | Gegner        | Ergebnis      | Gegner        | Ergebnis      | Gegner                  | Ergebnis                | Gegner           | Ergebnis         | Rang |
| ------------------ | ---------------- | ---------- | -------- | -------- | -------- | ------------- | ------------- | ------------- | ------------- | ----------------------- | ----------------------- | ---------------- | ---------------- | ---- |
| Frauen             |                  |            |          |          |          |               |               |               |               |                         |                         |                  |                  |      |
| Anriquelis Barrios | Klasse bis 63 kg | A. Belkadi | 0s1:1s2  | —        | —        | ausgeschieden | ausgeschieden | ausgeschieden | ausgeschieden | ausgeschieden           | ausgeschieden           | ausgeschieden    | ausgeschieden    | 17   |

### Leichtathletik
Die Olympianormen des Weltverbandes haben drei venezolanische Leichtathletinnen erreicht.
Laufen und Gehen
| Athleten           | Wettbewerb   | Vorlauf      | Vorlauf | Hoffnungslauf | Hoffnungslauf | Halbfinale    | Halbfinale    | Finale        | Finale        | Rang          |
| Athleten           | Wettbewerb   | Zeit         | Rang    | Zeit          | Rang          | Zeit          | Rang          | Zeit          | Rang          | Rang          |
| ------------------ | ------------ | ------------ | ------- | ------------- | ------------- | ------------- | ------------- | ------------- | ------------- | ------------- |
| Frauen             |              |              |         |               |               |               |               |               |               |               |
| Joselyn Brea       | 1500 m       | 4:13,17 min  | 15      | 4:05,93 min   | 6             | ausgeschieden | ausgeschieden | ausgeschieden | ausgeschieden | ausgeschieden |
| Joselyn Brea       | 5000 m       | 15:02,89 min | 8       | —             | —             | —             | —             | 15:17,04 min  | 15            | 15            |
| Yoveinny Mota      | 100 m Hürden | DSQ          | DSQ     | ausgeschieden | ausgeschieden | ausgeschieden | ausgeschieden | ausgeschieden | ausgeschieden | ausgeschieden |
| Männer             |              |              |         |               |               |               |               |               |               |               |
| José Antonio Maita | 800 m        | 1:48,02 min  | 8       | 1:46,44 min   | 3             | ausgeschieden | ausgeschieden | ausgeschieden | ausgeschieden | ausgeschieden |

Springen und Werfen
| Athleten         | Wettbewerb     | Qualifikation | Qualifikation | Finale        | Finale        | Rang |
| Athleten         | Wettbewerb     | Weite/Höhe    | Rang          | Weite/Höhe    | Rang          | Rang |
| ---------------- | -------------- | ------------- | ------------- | ------------- | ------------- | ---- |
| Frauen           |                |               |               |               |               |      |
| Robeilys Peinado | Stabhochsprung | 4,40 m        | 12            | 4,60 m        | 10            | 10   |
| Rosa Rodríguez   | Hammerwurf     | 71,76 m       | 10            | 72,98 m       | 8             | 8    |
| Männer           |                |               |               |               |               |      |
| Leodán Torrealba | Dreisprung     | 16,18 m       | 29            | ausgeschieden | ausgeschieden | 29   |

### Radsport
Über die UCI-Straßen-Weltrangliste nach Nationen erhielt Venezuela einen Startplatz für das Straßenrennen der Männer.

#### Straße
| Athleten     | Wettbewerb    | Zeit      | Rang |
| ------------ | ------------- | --------- | ---- |
| Männer       |               |           |      |
| Orluis Aular | Straßenrennen | 6:26:57 h | 53   |

### Reiten
Im Dressur- und Springreiten konnte sich jeweils ein Reiter aus Venezuela über die amerikanische Rangliste qualifizieren.

#### Dressurreiten
| Athleten          | Wettbewerb | Prozent / Punkte           | Prozent / Punkte | Prozent / Punkte | Rang |
| Athleten          | Wettbewerb | Grand Prix (Qualifikation) | GP Spécial       | GP Kür           | Rang |
| ----------------- | ---------- | -------------------------- | ---------------- | ---------------- | ---- |
| Patricia Fernando | Einzel     | 67,143                     | —                | ausgeschieden    | 46   |

#### Springreiten
| Athleten        | Wettbewerb | Strafpunkte   | Strafpunkte   | Strafpunkte   | Strafpunkte   | Strafpunkte   | Strafpunkte   | Rang |
| Athleten        | Wettbewerb | Einzelwertung | Einzelwertung | Einzelwertung | Nationenpreis | Nationenpreis | Nationenpreis | Rang |
| Athleten        | Wettbewerb | 1. Umlauf     | 2. Umlauf     | Stechen       | 1. Umlauf     | 2. Umlauf     | Stechen       | Rang |
| --------------- | ---------- | ------------- | ------------- | ------------- | ------------- | ------------- | ------------- | ---- |
| Luis Larrazabal | Einzel     | (20)          | ausgeschieden | ausgeschieden | —             | —             | —             | 63   |

### Ringen
Nachdem bei den Weltmeisterschaften 2023 noch keine Startplätze für die Olympischen Spiele erreicht werden konnten, qualifizierten sich beim amerikanischen Qualifikationsturnier in Acapulco venezolanische Ringer in vier Wettbewerben.

#### Freier Stil
Legende: G = Gewonnen, V = Verloren, S = Schultersieg
| Athleten           | Wettbewerb       | Achtelfinale | Achtelfinale | Viertelfinale | Viertelfinale | Halbfinale    | Halbfinale    | Hoffnungsrunde Halbfinale | Hoffnungsrunde Halbfinale | Hoffnungsrunde Finale | Hoffnungsrunde Finale | Finale        | Finale        | Rang |
| Athleten           | Wettbewerb       | Gegner       | Ergebnis     | Gegner        | Ergebnis      | Gegner        | Ergebnis      | Gegner                    | Ergebnis                  | Gegner                | Ergebnis              | Gegner        | Ergebnis      | Rang |
| ------------------ | ---------------- | ------------ | ------------ | ------------- | ------------- | ------------- | ------------- | ------------------------- | ------------------------- | --------------------- | --------------------- | ------------- | ------------- | ---- |
| Frauen             |                  |              |              |               |               |               |               |                           |                           |                       |                       |               |               |      |
| Betzabeth Argüello | Klasse bis 53 kg | J. Malmgren  | 3:5          | ausgeschieden | ausgeschieden | ausgeschieden | ausgeschieden | ausgeschieden             | ausgeschieden             | ausgeschieden         | ausgeschieden         | ausgeschieden | ausgeschieden | 12   |
| Soleymi Caraballo  | Klasse bis 68 kg | N. Ozaki     | 0:10         | ausgeschieden | ausgeschieden | ausgeschieden | ausgeschieden | ausgeschieden             | ausgeschieden             | ausgeschieden         | ausgeschieden         | ausgeschieden | ausgeschieden | 16   |
| Männer             |                  |              |              |               |               |               |               |                           |                           |                       |                       |               |               |      |
| Anthony Montero    | Klasse bis 74 kg | K. D. Dake   | 0:10         | ausgeschieden | ausgeschieden | ausgeschieden | ausgeschieden | ausgeschieden             | ausgeschieden             | ausgeschieden         | ausgeschieden         | ausgeschieden | ausgeschieden | 16   |

#### Griechisch-römischer Stil
Legende: G = Gewonnen, V = Verloren, S = Schultersieg
| Athleten         | Wettbewerb       | Achtelfinale | Achtelfinale | Viertelfinale | Viertelfinale | Halbfinale    | Halbfinale    | Hoffnungsrunde Halbfinale | Hoffnungsrunde Halbfinale | Hoffnungsrunde Finale | Hoffnungsrunde Finale | Finale        | Finale        | Rang |
| Athleten         | Wettbewerb       | Gegner       | Ergebnis     | Gegner        | Ergebnis      | Gegner        | Ergebnis      | Gegner                    | Ergebnis                  | Gegner                | Ergebnis              | Gegner        | Ergebnis      | Rang |
| ---------------- | ---------------- | ------------ | ------------ | ------------- | ------------- | ------------- | ------------- | ------------------------- | ------------------------- | --------------------- | --------------------- | ------------- | ------------- | ---- |
| Männer           |                  |              |              |               |               |               |               |                           |                           |                       |                       |               |               |      |
| Raiber Rodríguez | Klasse bis 60 kg | M. Məmmədov  | 6:5          | Cao L.        | 3:5           | ausgeschieden | ausgeschieden | M. A. Mohamed             | 12:1                      | Ri S.-u.              | 0:8                   | ausgeschieden | ausgeschieden | 5    |

### Schießen
Im noch bis zum 9. Juni 2024 laufenden Qualifikationszeitraum konnten bisher zwei Quotenplätze erreicht werden.
| Athleten        | Wettbewerb               | Qualifikation   | Qualifikation | Finale          | Finale        |
| Athleten        | Wettbewerb               | Ringe/ Scheiben | Rang          | Ringe/ Scheiben | Rang          |
| --------------- | ------------------------ | --------------- | ------------- | --------------- | ------------- |
| Männer          |                          |                 |               |                 |               |
| Douglas Gómez   | 25 m Schnellfeuerpistole | 569             | 29            | ausgeschieden   | ausgeschieden |
| Leonel Martínez | Trap                     | 116             | 28            | ausgeschieden   | ausgeschieden |

### Schwimmen
Die olympischen Normzeiten des Weltverbandes haben zwei Schwimmer in drei Wettbewerben unterboten.
| Athleten       | Wettbewerb     | Vorlauf     | Vorlauf | Halbfinale    | Halbfinale    | Finale        | Finale        | Rang |
| Athleten       | Wettbewerb     | Zeit        | Rang    | Zeit          | Rang          | Zeit          | Rang          | Rang |
| -------------- | -------------- | ----------- | ------- | ------------- | ------------- | ------------- | ------------- | ---- |
| Frauen         |                |             |         |               |               |               |               |      |
| Maria Yegres   | 200 m Freistil | 2:00,66 min | 20      | ausgeschieden | ausgeschieden | ausgeschieden | ausgeschieden | 20   |
| Männer         |                |             |         |               |               |               |               |      |
| Alberto Mestre | 50 m Freistil  | 22,02 s     | 21      | ausgeschieden | ausgeschieden | ausgeschieden | ausgeschieden | 21   |
| Alberto Mestre | 100 m Freistil | 49,51 s     | 31      | ausgeschieden | ausgeschieden | ausgeschieden | ausgeschieden | 31   |
| Alfonso Mestre | 400 m Freistil | 3:48,20 min | 19      | —             | —             | ausgeschieden | ausgeschieden | 19   |
| Alfonso Mestre | 800 m Freistil | 8:12,03 min | 29      | —             | —             | ausgeschieden | ausgeschieden | 29   |

### Taekwondo
Mit Yohandri Granado konnte sich ein Athlet für die Olympischen Spiele über das panamerikanische Qualifikationsturnier qualifizieren.
| Athleten         | Wettbewerb       | Achtelfinale | Achtelfinale | Viertelfinale | Viertelfinale | Hoffnungsrunde Halbfinale | Hoffnungsrunde Halbfinale | Halbfinale    | Halbfinale    | Hoffnungsrunde Finale | Hoffnungsrunde Finale | Finale        | Finale        | Rang |
| Athleten         | Wettbewerb       | Gegner       | Ergebnis     | Gegner        | Ergebnis      | Gegner                    | Ergebnis                  | Gegner        | Ergebnis      | Gegner                | Ergebnis              | Gegner        | Ergebnis      | Rang |
| ---------------- | ---------------- | ------------ | ------------ | ------------- | ------------- | ------------------------- | ------------------------- | ------------- | ------------- | --------------------- | --------------------- | ------------- | ------------- | ---- |
| Männer           |                  |              |              |               |               |                           |                           |               |               |                       |                       |               |               |      |
| Yohandri Granado | Klasse bis 58 kg | Park T.-j.   | 0:2          | ausgeschieden | ausgeschieden | C. Ravet                  | 0:2                       | ausgeschieden | ausgeschieden | ausgeschieden         | ausgeschieden         | ausgeschieden | ausgeschieden | 7    |